# Knownothings

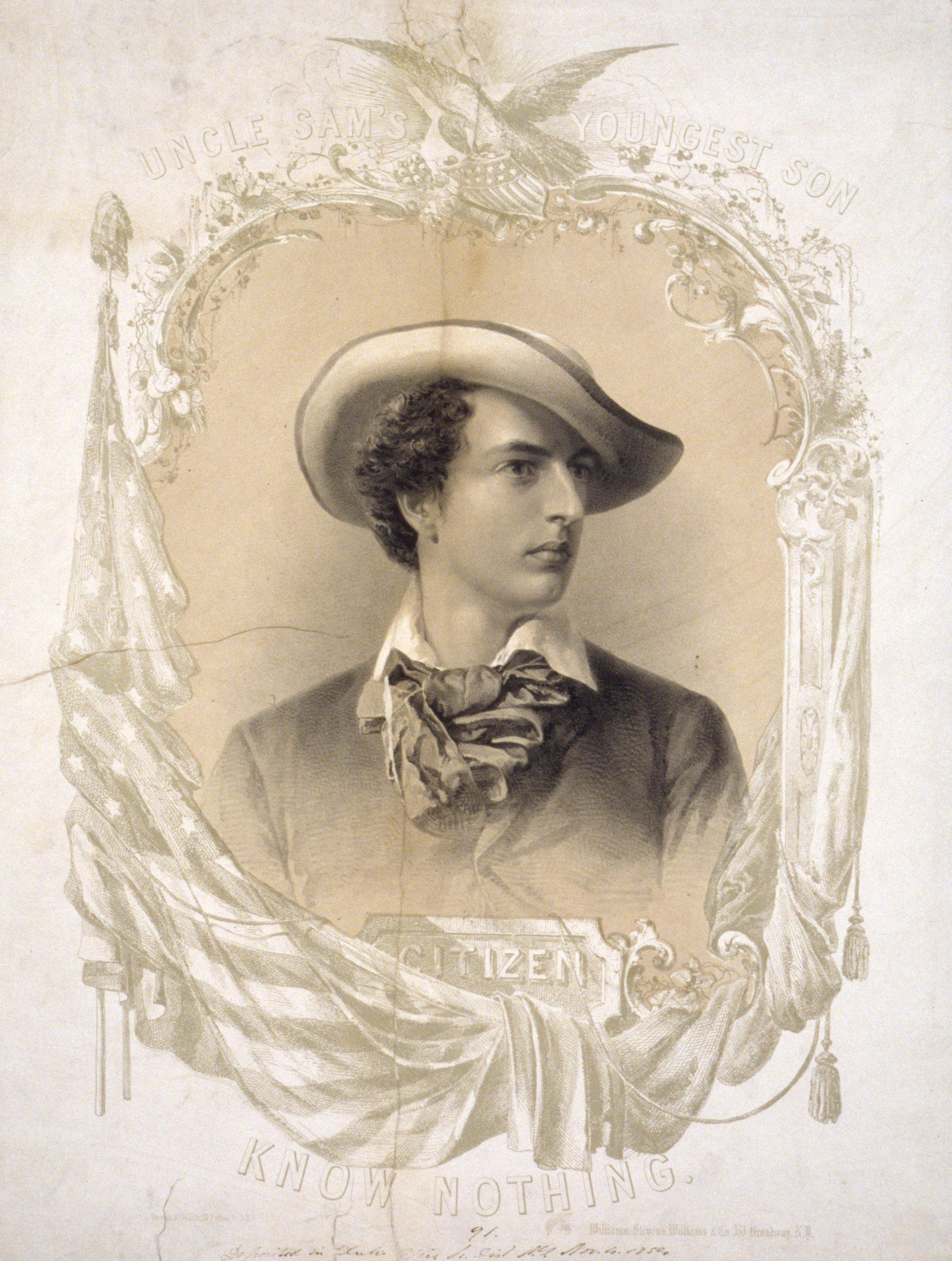
Citizen Know Nothing, Know Nothing-partiets ideal.

Knownothings, med det officiella namnet The Nativist American Party, senare The American Party, var en politisk rörelse i USA under 1840- och 1850-talen, som under den allmänna partiupplösningen efter 1852 års presidentval organiserades som ett hemligt sällskap (1854) och expanderade kraftfullt under en kortare period.
Rörelsen stärktes av en allmän rädsla att landet skulle tas över av irländska invandrare, som ofta betraktades som fientligt inställda till USA:s värderingar och styrda av påven i Rom. Rörelsen var främst aktiv åren 1854–1856. Den försökte att bromsa invandringen och naturaliseringen, men arbetet hade liten framgång. Det fanns några framträdande ledare och medlemmarna, mestadels hämtade från medelklassen och helt och hållet ur protestanternas led, var splittrade i frågan om slaveriet. De flesta gick slutligen med i det republikanska partiet vid tiden för presidentvalet 1860.

## Namnet
Rörelsen grundades i New York 1843 och kallades då amerikanska republikanska partiet. Det spred sig till andra stater som Native American Party (ungefär ”inhemska amerikanska partiet”) och blev ett nationellt parti 1845. År 1855 bytte rörelsen namn till ”American Party”. Ursprunget för uttrycket ”Knownothing” låg i den halvhemliga organisationen av partiet. När en medlem fick frågan om sin verksamhet skulle han svara: ”I know nothing” ("Jag vet ingenting").

## Historik

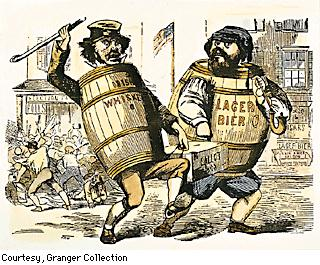
Karikatyr publicerad av Knownothings: Den irländska whiskeytunnan och den tyska öltunnan försöker smita med valsedelslådan, som de stulit ifrån amerikanerna

Misstro mot de nyligen invandrade och framför allt mot påvedömets förmenta intriger i Amerika var ursprungligen sällskapets bärande tanke. Deras grundsats kunde sammanfattas med att "amerikaner skulle styra Amerika" och därför borde alla så kallade utlänningar och alla romerska-katoliker utestängas från ämbeten inom stat och kommun. De ville också anta en sträng naturaliseringslag, enligt vilken invandrare först efter 15 à 21 års vistelse i landet skulle få medborgarskap.
Deras tal mot korruption och valsvek och deras främlingsfientliga utspel gjorde deras krav populära. Sällskapet var ytterst hemligt och hade avdelningar i varje stat. Mystiska tecken och lösenord samt upprepade löften under ed om att inte yppa sällskapets hemligheter utfyllde ceremonielet. Till svar på oinvigdas nyfikna frågor om dess syfte och grundsatser skulle medlemmarna svara know nothing ("jag vet ingenting"); detta var orsaken till det öknamn, Knownothings, som snart blev sällskapets eller partiets vanliga benämning. Partiets officiella namn var The american party ("amerikanska partiet").
Hösten 1854 hölls i New York ett slags storlogemöte, där taktiken för de stundande valen bestämdes. Knownothingpartiet vann redan då, och än mer 1855, stora framgångar. De genomdrev sina guvernörskandidater i Massachusetts och Delaware samt tillkämpade sig en mycket inflytelserik ställning i sju andra staters lagstiftande församlingar. Man beräknade en tid dess medlemsantal till uppemot 1 1/2 miljon personer.
Sommaren 1855 inträffade en djupgående splittring inom partiet angående slavfrågan. De gamla demokraterna och det nybildade republikanska partiet attackerade knownothings för deras hemlighetsmakeri och oroliga skaplynne. Vid presidentvalet 1856 led partiets presidentkandidat Millard Fillmore fullständigt nederlag, och under den skärpning av partimotsättningarna, som senare ledde till amerikanska inbördeskriget (1861-1865), upplöstes så småningom knownothingpartiet med sina oklara syften från den politiska scenen.

## Program
Bland rörelsens politiska krav kan nämnas:
- Begränsad invandring, särskilt för människor från katolska länder.
- Allmänna ämbeten endast för de som är födda i USA.
- Invandrare måste vänta i 21 år innan de kan få medborgarskap.
- Endast protestanter kan bli lärare i allmänna skolor.
- I allmänna skolor ska man dagligen läsa ur den protestantiska bibeln.
- Restriktioner för försäljningen av alkohol.